# Rio Aconcagua
 Rio Aconcagua é um rio chileno que banha Valparaiso. Nasce no Cerro Juncal e desagua em Concón, a 20 km de Valparaíso, após percorrer 260 km.
Durante os Jogos Pan-Americanos de 2023, o rio recebeu a canoagem slalom.